# USS Eldorado (AGC-11)
USS Eldorado (AGC-11) – amerykański okręt dowodzenia typu Mount McKinley. Brał udział w działaniach II wojny światowej, wojny koreańskiej i wietnamskiej. Odznaczony dwiema battle star.